# Dead Man's Bones
Dead Man's Bones é uma banda formada em 2008 pelo ator Ryan Gosling e seu amigo Zach Shields. Seu primeiro álbum, um homônimo da banda, foi lançado em 6 de outubro de 2009, pela gravadora ANTI-. O álbum foi gravado em colaboração com o coro infantil do Conservatório de Silverlake.

## História
Ryan Gosling e Zach Shields se conheceram em 2005, enquanto Ryan namorava a atriz Rachel McAdams, e Zach a sua irmã Kayleen; os dois tornaram-se amigos. Sua intenção inicial não era lançar um álbum, mas criar a trilha sonora para uma peça. Os dois foram responsáveis por tocar todos os instrumentos do álbum, que contou com a participação do coro infantil do Conservatório de Silverlake.
Os dois realizaram uma turnê para divulgação do álbum, em 2009, passando por cidades dos Estados Unidos e Canadá.
A canção My Body's A Zombie For You foi utilizada na introdução do vídeo Hallelujah da revista Transworld Skateboarding que estrelou Tyler Bledsoe, Torey Pudwill, Pete Eldridge, Ryan Decenzo e Taylor Bingaman.

## Discografia
- Dead Man's Bones (6 de outubro de 2009, ANTI- Records)

### Faixas
1. "Intro" - 0:50
2. "Dead Hearts" - 5:13
3. "In the Room Where You Sleep" - 3:56
4. "Buried in Water" - 5:16
5. "My Body's a Zombie for You" - 4:31
6. "Pa Pa Power" - 4:05
7. "Young & Tragic" - 3:51
8. "Paper Ships" - 2:52
9. "Lose Your Soul" - 4:35
10. "Werewolf Heart" - 3:25
11. "Dead Man's Bones" - 3:00
12. "Flowers Grow Out of My Grave" - 2:39